# بیکرز کورنر (ایندیانا)
بیکرز کورنر (به انگلیسی: Bakers Corner) یک منطقهٔ مسکونی در ایالات متحده آمریکا است که در شهرستان همیلتون، ایندیانا واقع شده‌است. بیکرز کورنر ۲۷۸٫۹ متر بالاتر از سطح دریا واقع شده‌است.